# Patrick Chappatte
Pour les articles homonymes, voir Chapatte.
Patrick Chappatte est un dessinateur de presse suisse né le 22 février 1967 à Karachi (Pakistan).
Il travaille pour l'hebdomadaire allemand Der Spiegel, ainsi que pour le quotidien Le Temps et l'édition du dimanche du Neue Zürcher Zeitung en Suisse. Il contribue également au Canard enchaîné en France et au Boston Globe aux États-Unis. Il dessine pendant plus de 20 ans pour The New York Times, jusqu'en 2019. Ses dessins sont repris dans des médias internationaux, tel que Courrier international. Le site Yahoo! Actualités a également publié ses productions par le passé.

## Biographie
Patrick Chappatte naît le 22 février 1967 à Karachi, au Pakistan. Il a deux frères aînés. Leur père, Rémy Chappatte, est un horloger d'origine jurassienne ; leur mère, issue d'une famille chrétienne du sud du Liban, se prénomme Jeannette.
Il vit à Singapour jusqu'à ses cinq ans, puis grandit à Genève.
À peine majeur, il fait ses débuts dans la presse suisse en tant que dessinateur au quotidien La Suisse. Il publie ensuite à L'Hebdo, au sein de la Tribune de Genève et enfin au journal Die Weltwoche. De 1995 à 1998, Chappatte vit à New York où il collabore à l'International Herald Tribune et au New York Times comme illustrateur, avant d'y introduire plus tard ses dessins de presse. Il publie également à cette époque la bande dessinée Rob the Cybernaut dans Newsweek.

### BD reportages
Depuis 1995, Patrick Chappatte écrit des reportages en bande dessinée, se mettant en scène lui-même et traitant des thèmes d’actualité. Il signe des reportages dessinés dans la presse, sur le Web et sous forme de film d'animation.
Parmi ces récits : la guerre de Gaza (2009), les bidonvilles de Nairobi (2010), les Maras, bandes criminelles de la ville de Guatemala (2012), la « fabrique » des vedettes de la K-pop à Séoul (2013) et les couloirs de la mort américains (2016), 
En 2016, il publie le BD reportage Inside Death Row en cinq épisodes, dans le New York Times. Il est repris partiellement en français par l'Hebdo. Ce travail s'inscrit dans un plus large projet réalisé par Patrick Chappatte et Anne-Frédérique Widmann (en) visant à contribuer au débat sur la peine capitale aux États-Unis. De cette collaboration naît également l'exposition Windows on Death Row, qui croise les réalisations artistiques de condamnés à mort, invités à dessiner leur réalité dans les couloirs de la mort, et celles de dessinateurs de presse américains. L'exposition initialement inaugurée à Los Angeles en 2015 tourne pendant trois ans aux États-Unis et en Suisse, notamment à Genève, Morges et Delémont, avant de se clore à New York en 2018[source insuffisante]. Après une année de pause, elle est à nouveau exposée en 2019 au CAL de Charleroi, en Belgique.
En 2020, il publie Au cœur de la vague, un BD reportage sur le covid-19.

### Reportages animés
En 2009, Patrick Chappatte s'est rendu dans le sud du Liban où la population vit sous la menace de véritable bombes à retardement : les armes à sous-munitions. Il y a réalisé un reportage sous forme de bande dessinée : La mort est dans le champ. En 2011 ce reportage sort sous la forme d’un documentaire d'animation.
Pour Patrick Chappatte, la réalisation de ce documentaire s’inscrit dans une démarche à la fois professionnelle et personnelle. « Étant de père suisse mais de mère libanaise, je voulais mieux comprendre les problèmes auxquels les Libanais continuent de devoir faire face, bien après la fin des combats », explique-t-il. « Je voulais également mettre à profit mes compétences de dessinateur de presse, mon expérience de journaliste et mon sens de la satire pour proposer un nouveau regard sur les conflits oubliés, ainsi qu'un nouveau moyen de montrer les gens qui sont derrière l'histoire. ».

### Fin des dessins de presse auNew York Times
Patrick Chappatte dessine pendant plus de 20 ans pour The New York Times. Fin mai 2019, la republication par le journal d'un dessin sur Benyamin Netanyahou et Donald Trump du dessinateur António Moreira Antunes (pt),,, initialement paru dans le magazine portugais Expresso, provoque une polémique violente et des excuses du journal américain. Dans la foulée, ce dernier renonce à publier tout dessin satirique. Le 10 juin, à la suite de cette décision, Patrick Chappatte publie sur son site un essai intitulé « La fin du dessin de presse au New York Times ». Le manifeste est traduit en 17 langues, amorçant un débat sur le rôle des réseaux sociaux et la place de la satire,,.
Après cette polémique, il donne en juillet 2019 une intervention illustrée lors d'une Conférence TED défendant la nécessité de la satire : « Les caricatures politiques sont nées avec la démocratie et elles sont remises en question en même temps que la liberté », dit-il lors de son exposé.
Cinq mois plus tard, Patrick Chappatte sort le recueil de dessin de presse This Is the End dont Joseph E. Stiglitz, prix Nobel d'économie américain, signe la préface. Dans cet ouvrage, il revient sur les derniers dessins parus dans The New York Times, les années Trump et les défis auxquels la démocratie fait face.
En 2020, le Musée des beaux-arts du Locle, en Suisse, invite Patrick Chappatte à investir ses lieux dans l’exposition « Gare aux dessins ! » consacrée à la pratique de la liberté d’expression et du dessin de presse. Y sont exposés des dessins de presse suisses et étrangers ayant fait débat, parfois refusés, censurés, tous témoins d’époques et de libertés variables,.
Il publie régulièrement des dessins de presse dans Le Canard enchaîné depuis janvier 2020,.
En juin 2022, il publie dans Le Temps et sur ses réseaux sociaux un dessin consacré à la décision de la Cour suprême des États-Unis de supprimer le droit constitutionnel à l'avortement, où il caricature les juges en talibans. Accusé notamment sur Twitter de racisme ou d'islamophobie, il publie deux mois plus tard, une fois la tempête retombée, une tribune pour expliquer le dessin (« C’est une critique de l’hypocrisie américaine, rien d’autre, et la majorité des lecteurs l’ont bien compris »), dénoncer le « réflexe victimaire » de ceux qui l'ont critiqué et souligner l'effet de levier toxique des réseaux sociaux.

## Hommages
En avril 2012, il devient le premier non-Américain à recevoir le Thomas Nast Award (en) décerné par l'Overseas Press Club of America. Il sera encore deux fois lauréat de ce prix : en 2016 et 2019.
En février 2013, il reçoit le prix du public 2012 du journal satirique suisse Nebelspalter.
En 2017, l'association suisse Films Plans-Fixes lui consacre un documentaire retraçant son parcours.
En 2020, la Fondation pour Genève lui remet son prix annuel, « pour sa contribution exceptionnelle au rayonnement de Genève et pour son engagement en faveur de la liberté de presse et d’expression ».
En octobre 2022, l'École polytechnique fédérale de Lausanne lui décerne le titre de docteur honoris causa, « en reconnaissance au dessinateur de presse, véritable éditorialiste qui à travers ses unes dans la presse Suisse et internationale, et ses reportages, apporte un regard critique, affûté et intelligent sur notre monde et défend la liberté d'expression ».

## Ouvrages

### Recueils de dessins
- Faites-nous rire!, Kesselring, Lausanne, 1989
- Attention, chute de mythes, Atoz / Dessinateurs Associés, Genève, 1992
- Le 21ème siècle ne passera pas, Éditions Le Temps, Genève, 1999
- Globalement positif, Courrier international, Paris, 1999
- Les bons et les méchants, Éditions Le Temps, Genève, 2004
- La vie qu'on mène, Éditions Glénat, Grenoble, 2006
- Super-Contribuable, Globe Cartoon / Le Temps, Genève, 2008
- Coupez! Globe Cartoon / Le Temps, Genève, 2008
- Le choc des ego, Globe Cartoon, / Le Temps, Genève, 2018
- Fins de règne. Dessins parus dans le Canard enchaîné, Le Temps, Le Monde, Der Spiegel, NZZ am Sonntag, The Boston Globe, Les Arènes, 2023, 301 pages.  (ISBN 979-1037510242)

### Reportages dessinés
- En Amérique latine, avec Anne-Frédérique Widmann, Éditions L'Hebdo, Lausanne, 1996.
- Reportages BD, Éditions Le Temps, Genève 2002.
- La guerre de Gaza, 2009

http://www.courrierinternational.com
- Les bidonvilles de Nairobi, 2010
- BD Reporter : du Printemps arabe aux coulisses de l'Élysée, Éditions Glénat, Grenoble, 2011  (ISBN 9782940446278).
- Au cœur de la vague : reportage dessiné, Les Arènes, 2020, 124 p. (ISBN 979-10-375-0265-0).
- K-pop à Séoul, 2013
- Inside the Death Row, 5 épisodes, avec la journaliste et documentariste Anne-Frédérique Widmann. New York Times, partiellement dans l'Hebdo, 2016

### Collectifs notables
- La France vue par les Suisses, Éditions Glénat, Grenoble, 2007
- Le foot vu par les Suisses, Éditions Glénat, Grenoble, 2008
- Alors, ça marche?, Éditions Gallimard / Cartooning for Peace, Paris, 2017
- Les Droits de l'Homme, c'est pour quand?, Éditions Gallimard / Cartooning for Peace, Paris, 2017

### En anglais
- Another Word, Globe Cartoon / International Herald Tribune, Genève, 2004
- Partly Cloud, Globe Cartoon / International Herald Tribune, Genève, 2008
- Signs of recovery, Globe Cartoon / International Herald Tribune, Genève, 2010
- Stress Test, Globe Cartoon / International Herald Tribune, Genève, 2012
- Slow Burn, Globe Cartoon / The New York Times, Genève, 2014
- Democracy, Globe Cartoon / The New York Times, Genève, 2016
- This Is the End: The Last Cartoons from the New York Times, Globe cartoon, Interlink Book, 2019

### Théâtre
- Chappatte en scène, le spectacle dessiné, Théâtre Boulimie, Lausanne, 23 janvier 2024 (création).